# Homalocnemis perspicua
Homalocnemis perspicua är en tvåvingeart som först beskrevs av Frederick Wollaston Hutton 1901.  Homalocnemis perspicua ingår i släktet Homalocnemis och familjen Homalocnemiidae. Inga underarter finns listade i Catalogue of Life.